# 리빙데드돌
리빙데드돌(Living Dead Doll)은 미국의 공포호러인형 시리즈로 에드롱(Ed Long)과 데미엔 글로네크(Damien Glonek)에 의해 1998년 세디(Sadie)가 탄생 되면서 시작되었다. 2001년부터는 Mezco Toyz에서 판매되고 있다.

## 목록

### 1기 (2001.03)
- 새디 (Sadie)
- 신 (Sin)
- 포지 (Posey)
- 에그조시스트 (Eggzorcist)
- 데미안 (Damien)

### 2기 (2001.10, Class Deceased)
- 스쿨타임 새디 (Schooltime Sadie)
- 키티 (Kitty)
- 데드브라 앤 (Deadbra Ann)
- 리지 보든 (Lizzie Borden) - 실존인물
- 루 사파이어 (Lou Sapphire)

### 3기 (2002.03)
- 브라이드 오브 발렌타인 (Bride of Valentine)
- 쉐나 (Sheena)
- 릴리스 (Lilith)
- 로티 (Lottie)
- 스킷조 (Schitzo)

### 4기 (2002.09)
- 인페르노 (Inferno)
- 사이빌 (Sybil)
- 루루 (Lulu)
- 미스 이어리 (Ms. Eerie)
- 마쿰바 (Macumba)

### 5기 (2003.03)
- 제제벨 (Jezebel)
- 사이렌 (Siren)
- 달리아 (Dahlia) - 실존인물 블랙달리아, '엘리자베스 쇼트'
- 할리우드 (Hollywood)
- 빈센트 바드 / 버드 /보우 (Vincent Vaude)

### 6기 (2003, '666')
- 징크스 (Jinx)
- 도티 로즈 (Dottie Rose)
- 허쉬 (Hush)
- 레버넌트 (Revenant)
- 칼리코 (Calico)
- 아이삭 (Isaac)

### 7기 (2004, 7대 죄악)
- 색욕/ 미스트레스 데모니카 (Lust/Mistress Demonika)
- 허영/ 마담 디스모르픽 (Vanity/Madame Dysmorphic)
- 분노/ 배드 베티 제인 (Wrath/Bad Bette Jane)
- 질투/ 이브 아 고 고 (Envy/Eve-A-Go-Go)
- 나태/ 베드 타임 새디 (Sloth/Bed Time Sadie)
- 탐욕/ 미스 맥그리디 (Greed/Miss McGreedy)
- 식욕/ 벌거 더 옵신 (Gluttony/Vulgar the Obscene)

### 8기 (2004)
- 로스트 (The Lost)
- 할로우 (Hollow)
- 그레이스 오브 더 그래이브 (Grace of the Grave)
- 패이스 (Faith)
- 앵거스 리틀롯 (Angus Littlrot)

### 9기 (2005)
여성으로만 구성된 첫번째 시리즈.
- 엘리사 (Elisa)
- 톡식 몰리 (Toxic Molly)
- 던 (Dawn)
- 블루 (Blue)
- 퍼디 (Purdy)

### 10기 (2005, Series X)
- 밀드리드 (Mildread)
- 데모니크 (Demonique)
- 아라크네 (Arachne)
- 티나 블랙 (Tina Black)
- 울프강 (Wolfgang)

### 11기 (2006)
- 매거트 (Maggot)
- 킬베이비 (Killbaby)
- 쥬빌리 (Jubilee)
- 레인 (Rain)
- 이사야 (Isaiah)

### 12기 (2006)
- 클로에 (Chloe)
- 테사 (Tessa)
- 프로즌 샬롯 / 샤를로트 (Frozen Charlotte)
- 커들스 (Cuddles)
- 에제키엘 (Ezekiel)

### 13기 (2007, 미신)
- 야곱/제이콥 (Jacob/사다리 밑으로 지나가기 Ladder)
- 모르가나 (Morgana/실내에서 우산쓰기 Umbrella Indoors)
- 아이리스 (Iris/저주의 눈길 Evil Eye)
- 에반젤린 (Evangeline/깨진거울 Broken Mirror)
- 시모네 (Simone/검은고양이 Black Cat)

### 14기 (2007)
- 데이지 슬레이 (Daisy Slae)
- 재스퍼 (Jasper)
- 앨리슨 크럭스 (Alison Crux)
- 디 케이 (Dee K.)
- 그레고리 (greGORY)

### 15기 (2008)
- 데스 (Death)
- 집시 (Gypsy)
- 카운테스 바토리 (Countess Bathory) - 실존인물 '바토리 엘리자베스'
- 플라밍고 (Flamingo)
- 유다 (Judas)

### 16기 (2008, 할로윈)
- 미쉬카 (Mishka/늑대인간)
- 이사벨 (Isabel/Eyeless, Masquerade)
- 펌킨 (Pumpkin/잭 오 랜턴)
- 스퀴크 (Squeak/돼지)
- 엘레노어 (Eleanor/유령)

### 17기 (2009, 도시전설)
사망일자 확인불가.
- 후크 (Hook)
- 언윌링 도너 (Unwilling Donor/원치 않는 기증자)
- 베니싱 히치하이커 (Vanishing Hitchhiker/사라진 히치하이커)
- 블러디 메리 (Bloody Mary)
- 스파이더 바이트 (Spider Bite)

### 18기 (2009, 할로윈)
- 징글즈(Jingles/광대)
- 칼라베라(Calavera/해골-스켈레톤)
- 가브리엘라(Gabriella/구울&프랑켄슈타인)
- 잉그리드(Ingrid/뱀파이어)
- 엠버(Ember/마녀)

### 19기 (2010, 뱀파이어)
- 아가나 (Agana)
- 사바타 블러드 (Sabbatha Blood)
- 해몬 (Haemon)
- 오키드 (Orchid)
- 샹귀스 (Sanguis)
- 클라렛 윈터(Claret Winter)

### 20기 (2010,죽음의 날)
- 카트리나 (Catrina)
- 엘 루차도 (El Luchador Muerto)
- 사바나 (Savannah)
- 산테리아 (Santeria)
- 카밀라 (Camilla)

### 21기 (2011, Things with Wings)
- 픽시 (Pixie)
- 테네브레 (Tenebre)
- 압신스 (Absynth)
- 선데이 (Sunday)
- 데스모더스 (Desmodus)

### 22기 (2011.10, 좀비)
- 페기 구 (Peggy Goo)
- 메나드 (Menard)
- 고리아 (Goria)
- 록시 (Roxie)
- 아바 (Ava)
- 페이션스 제로 (Patience Xero)

### 23기 (2012, tea party)
- 테디 (Teddy)
- 아가사 (Agatha)
- 벳시 (Betsy)
- 제노사이드 (Jennocide)
- 꽥 (Quack)

### 24기 (2012)
사망일자 확인불가.
- 아그라트 바트 말라트 (Agrat-Bat-Mahlat/유태교 신화 속 악마)
- 안드라스 (Andras/솔로몬의 72악마 중 63위)
- 벨제부브 (Beelzebub/성경에 등장하는 마귀)
- 유키온나 (Yuki-Onna/일본, 설녀)
- 제제베스 (Xezbeth/거짓말, 거짓소문의 악마)

### 25기 (2013)
- 아사 (ASA)
- 그레첸 (Gretchen)
- 루나 (Luna)
- 소스 피라레 (Sospirare)
- 크랙드 잭 (Cracked Jack)

### 26기 (2013, 마녀)
여성으로만 구성된 두번째 시리즈.
벨테인(게일족), 래머스, 심하인(게일족)은 이교도 명절.
- 홀레 카트리나 (Holle Katrina)
- 벨테인 (Beltane)
- 래머스 (Lammas)
- 라멘사 (Lamenta)
- 삼하인 / 사우인 (Samhain)

### 27기 (2014)
세계 각국의 마귀 (요괴) 테마.
처음으로 남성이 여성인형보다 더 많이 포함된 시리즈. (3:2)
- 메피스토 펠레스(Mephistopheles/독일)
- 호핑 뱀파이어 (Hopping Vampire/중국, 강시)
- 스프링 힐드 잭 (Spring-Heeled Jack/영국)
- 미루 (Milu/하와이)
- 반시 (Banshee/아일랜드)

### 28기 (2014, Sweet 16 Party)
여성으로만 구성된 세번째 시리즈. 
- 오닉스 (Onyx)
- 티나 핑크 (Tina Pink)
- 스윗 16 새디 (Sweet 16 Sadie)
- 루비 (Ruby)
- 헤이즈 (Hayze)

### 29기 (2015, The Nameless)
- 이름은 부를 수 없는 아이(She Who Can Not Be Named)
- 밤에 걸어다니는 아이 (She Who Walks The Night)
- 검은 옷을 입은 소녀 (The Girl In Black)
- 애프터 (The After)
- 사일런트 원 (The Silent One)

### 30기 (2015, Freakshow)
- 루시 더 긱 (Lucy The Geek)
- 이리얼 더 피지 머메이드 (Eeriel The Fiji Mermaid)
- 에드그르 (Edgrr)
- 리디아 더 랍스터 걸 (Lydia The Lobster Girl)
- 마담 (Madame)
- 베리언트 Wurm The Human Grub

### 31기 (2016, Don't Turn Out The Lights)
한밤중, 침대 밑이나 옷장 속의 요괴 테마.
사망일자 확인불가.
- 더 다크 (The Dark)
- 섬프 (Thump)
- 비 니스 (Bea Neath)
- 엄브라 (Umbral)
- 크릭 (Kreek)

### 32기 (2016, 할로윈)
16기, 18기와 마찬가지로 할로윈 테마. (앞선 두 시리즈보다 시대적 배경이 좀 더 과거)
구울을 제외한 모든 구성원의 사망일자가 년도만 다를 뿐 날짜는 10월 31일로 동일하다. 
- 데몬 고스트 (Demon Ghost/Ye Ole Wraith)
- 블랙 캣 위치 (Black Cat Witch/Salem)
- 구울 (Ghoul/Ernest Lee Rotten)
- 스켈레톤 부처 (Skeletal Butcher/Butcher Boop)
- 데빌 (Devil/Nicholas)

### 33기 (2016, Moulin Morgue - 물랑루즈+영안실)
- 까로뜨 모르 (Carotte Morts)
- 엘라 반 테라 (Ella Von Terra)
- 마담 라 모르 (Madame La Mort)
- 라므르 드 쌍 (Larmés De Sang)
- 메트흐 데 모르 (Maitre Des Morts)